# Опоне, Сэмюэл
Сэмюэл Опоне (англ.  Samuel Opone; 13 июня 1942, Сапеле, Нигерия — ноябрь 2000) — нигерийский футболист, защитник. Участник летних Олимпийских игр 1968 года.

## Биография
Выступал за нигерийский клуб «Стэйшнери Сторс».
В 1968 году главный тренер национальной сборной Нигерии Йожеф Эмбер вызвал Сэмюэля на летние Олимпийские игры в Мехико. В команде он получил 6 номер. В своей группе Нигерия заняла последнее четвёртое место, уступив Бразилии, Японии и Испании. Сэмюэл Опоне на турнире сыграл во всех трёх играх.